# Landhaus Saaleck

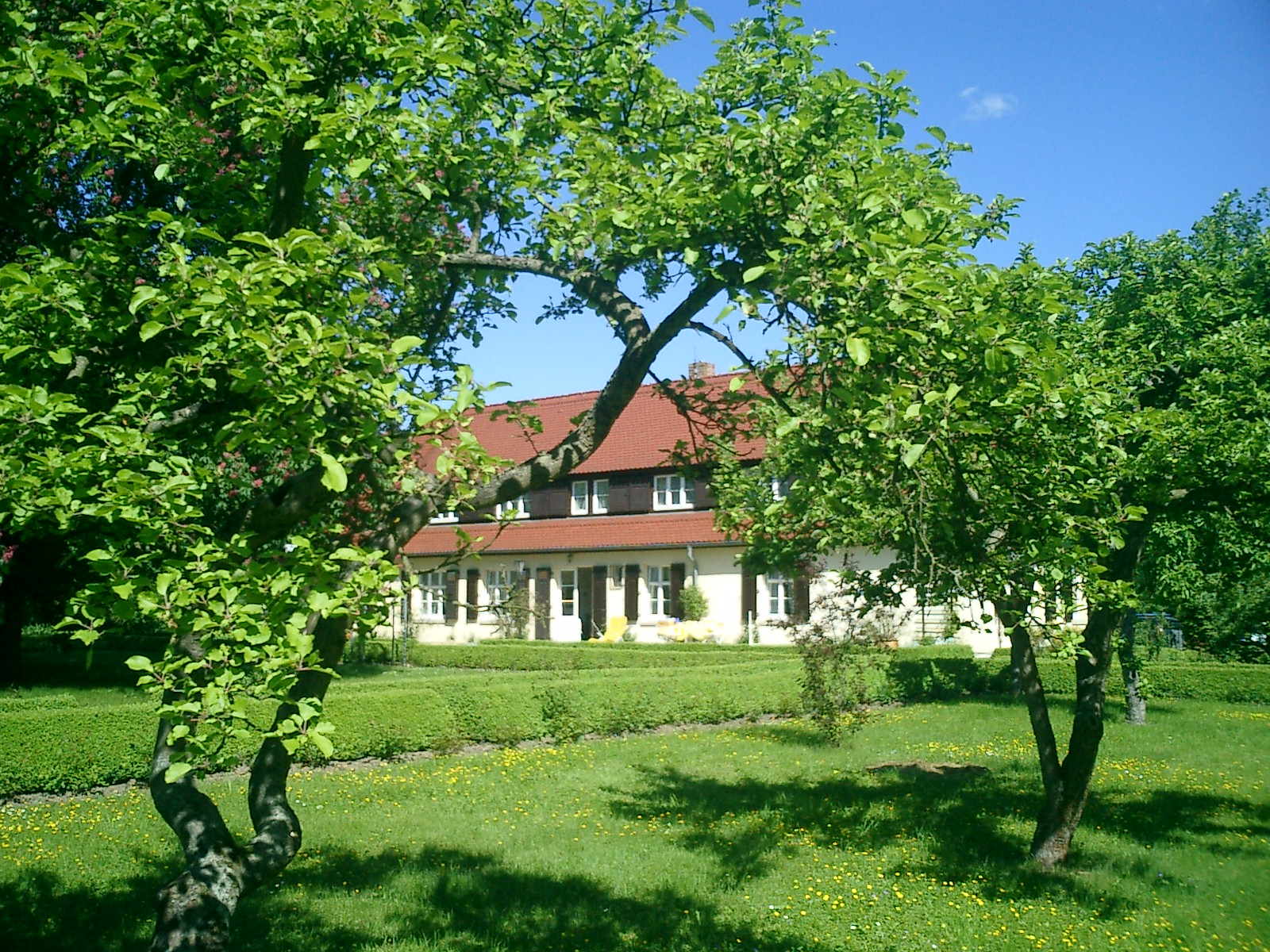
Landhaus Saaleck

Das Landhaus Saaleck ist ein Wohnhaus im Bad Kösener Ortsteil Saaleck im Burgenlandkreis (Sachsen-Anhalt). Es wurde um 1910 nach Plänen des in Saaleck ansässigen Architekten Paul Schultze-Naumburg unmittelbar am rechten Ufer der Saale errichtet. 

## Geschichte
Schultze-Naumburg war 1901 nach Saaleck gekommen und hatte 1903 auf seinem Anwesen die Saalecker Werkstätten gegründet. Um 1910 wurde er von Dr. Willy Müller, dem Inhaber der Leipziger Holzgroßhandlung F. Moritz Müller, beauftragt, in Saaleck ein Landhaus zu bauen. Im Zweiten Weltkrieg blieb das Haus unbeschädigt. In den Nachkriegsjahren wurden die Erben Müllers enteignet und das Haus wurde zu einem Kinderheim umgebaut, das als Kinderkurheim Clara Zetkin bis zur Auflösung der DDR bestand. Nach der Wende erhielten die Nachkommen Müllers das Anwesen zurück und renovierten das Gebäude. Heute sind darin Ferienwohnungen untergebracht.

## Gebäude
Wie bei seinen späteren Bauten bediente Schultze-Naumburg sich beim Bau des Landhauses traditioneller Formen. Er schuf einen anderthalbgeschossigen, mehrflügeligen Walmdachbau mit Gauben. Zu Schultze-Naumburgs Entwurf gehörte auch eine Pergola.
Weiterhin auffällig ist, dass das Haus genau nach den Himmelsrichtungen ausgerichtet ist. Die Gärten sind durch kleine Wege mit Buchsbaumhecken abgetrennt und ebenfalls symmetrisch angeordnet.